# Johan Brask
Johan Brask var en svensk karolin under stora nordiska kriget. Födelse- och dödsdatum för Johan Brask är okända.
Brask blev fänrik vid Österbottens infanteriregemente 1691, kaptenlöjtnant vid Jacob Johan Hastfers regemente i Holland 1694, blev kapten vid samma regemente 1695, kapten vid Nylands infanteriregemente 1697 och generalkvartermästarlöjtnant vid Livländska armén 1706. Efter slaget vid Lesna återvände Brask till Riga, där han 1710 tillfångatogs av ryssarna. Enligt uppgift skulle han inträtt i rysk tjänst och var bosatt i Riga ännu 1731. Han var med Catharina Helena Lohreman. Sonen Carl Johan Brask var ingenjörkapten i rysk tjänst.
Det var Johan Brask som den 6 mars 1700 meddelade Karl XII om att sachsiska trupper angripit svenska Livland en månad tidigare. Brask hade ridit runt Bottniska viken och nådde kungen när denne befann sig på björnjakt i Kungsör. Emellertid dröjde ytterligare två veckor innan kungen informerades om att danska trupper angripit Holstein-Gottorp, vilket för svensk del markerade det stora nordiska krigets utbrott.